# Угорський потік
Угорський потік (словац. Uhorský potok) — річка в Словаччині; ліва притока Іпеля довжиною 12.2 км. Протікає в окрузі  Полтар.
Витікає в масиві Столицькі-Врхи на висоті 720 метрів. Впадають річки Слатина і Златна. Протікає територією сіл Крна; Угорске і міста Полтар.
Впадає в Іпель на висоті 224.7 метра.